# Kadhalli, Chitapur
Kadhalli là một làng thuộc tehsil Chitapur, huyện Gulbarga, bang Karnataka, Ấn Độ.